# Bandeira de Campo Grande (Mato Grosso do Sul)
Bandeira oficial do município de Campo Grande. Foi oficializada em 1967. Escolhida por meio de concurso em 1966, sua criação antecedeu a da bandeira de Cuiabá (então capital do estado). A criação da bandeira de Campo Grande serviu para a sociedade cuiabana exigir a criação da bandeira e do brasão da capital, ocorrida apenas em 1972.
A bandeira e o brasão de armas de Campo Grande foram elaborados pelo heraldista e vexilologista Arcinoé Antônio Peixoto de Faria.

## Simbologia e elementos
O brasão, ao centro, simboliza o Governo Municipal.
O retângulo, a cidade de Campo Grande.
As faixas simbolizam o Poder Municipal, que se irradiam, como os raios do sol, para todos os quadrantes e as oito figuras geométricas, as regiões rurais do Município.